# Colonia José María Morelos, Tlaxcala
Colonia José María Morelos är en ort i Mexiko.   Den ligger i kommunen Cuapiaxtla och delstaten Tlaxcala, i den sydöstra delen av landet, 150 km öster om huvudstaden Mexico City. Colonia José María Morelos ligger 2 411 meter över havet och antalet invånare är 592.
Terrängen runt Colonia José María Morelos är kuperad åt nordost, men åt sydväst är den platt. Runt Colonia José María Morelos är det ganska tätbefolkat, med 78 invånare per kvadratkilometer. Närmaste större samhälle är Villa de El Carmen Tequexquitla, 6,1 km sydost om Colonia José María Morelos. Omgivningarna runt Colonia José María Morelos är en mosaik av jordbruksmark och naturlig växtlighet.